# Caseasaures
Els caseasaures (Caseasauria) són un dels dos principals clades de sinàpsids primerencs, l'altre clade pertany als Eupelycosauria. En l'actualitat només es coneixen durant els períodes del Carbonífer i el Permià, i inclouen dues famílies superficialment diferents, la família petita són insectívors o carnívors, Eothyrididae, i la gran d'herbívors Caseidae.
Aquests dos grups comparteixen una serie de caràcters especialitzats associats a la morfologia del morro.
Els antecessors dels caseasaures es poden rastrejar de d'animals reptilians insectívor i carnívors com els sinàpsids del Pennsylvanià (Carbonífer superior), de manera semblant a Archaeothyris.
Els caseasaures foren abundants i amb èxit durant la darrera part del Permià, però a la meitat del Permià foren menys abundants perquè els teràpsids van evolucionar amb més d'èxit.